# 12184 Trevormerkley
12184 Trevormerkley este o planetă minoră (asteroid), cu un diametru de 2,678 km, din centura de asteroizi. A fost descoperită pe 30 septembrie 1975 la Observatorul Palomar de Schelte J. Bus. 
Obiectul prezintă o orbită caracterizată de o semiaxă mare de 2,2537404 UAi, o excentricitate de 0,13, o înclinație de 7,86098 ° în raport cu ecliptica.